# Мирослав Банько
Миро́слав То́маш Ба́нько (пол. Mirosław Tomasz Bańko; нар. 1959) — польський мовознавець і лексикограф, доктор наук, професор Варшавського університету. У 1991—2010 рр. працював у PWN (Państwowe Wydawnictwo Naukowe — «Державне наукове видавництво») на посаді головного редактора Редакції Словників Польської Мови і вів форум з питань мови . Автор і співавтор словників мовних довідників.
Мирослав Банько курує створенням найбільшого на сьогодні корпусу текстів польської мови PWN, під його редакцією вийшов «Інший словник польської мови» (Inny słownik języka polskiego, 2000). Мирослав Банько — автор «Словника порівнянь» (2004), «Великого словника іншомовних слів» (2003), «Словника перифраз» (2002), монографії «Із пограниччя лексикографії та мовознавства» тощо. 
Докторську дисертацію на тему «Metody analizy form fleksyjnych w słowniku leksemowym (na materiale czasowników polskich)» («Методи аналізу флексійних форм у тлумачному словнику (на підставі матеріалу польських дієслів)» захистив у 1989 році на Відділі Поллоністики Варшавського університету, керівником роботи був Зигмунт Салоні (пол. Zygmunt Saloni). У 2002 році завдяки публікації Z pogranicza leksykografii i językoznawstwa. Studia o słowniku jednojęzycznym отримав науковий ступінь.
Сам Мирослав Банько зазначає: «Думаю, що ракурс, під яким розглядаємо лексикографію, залежить від місця, з якого на неї дивитися. Якщо дивитися з університетської кафедри, то видно теорію або історію лексикографії, а якщо дивитися з видавничої перспективи, то треба брати до уваги обставини, яких не помічають теоретики. Словник — це ненаукова праця або наукова тільки до певної міри. Більшість з них видають, щоб задовольнити практичні потреби користувачів, тобто, мусимо пам'ятати про адресата словників, про його потреби. Суспільний простір словника — це автори, видавці, читачі, рецензенти і, в останню чергу, мовознавці. Часто цю послідовність розглядають навпаки, ставлячи мовознавця на перше місце і менше уваги звертаючи на читача» .

## Публікації

### Словники
- Słownik języka polskiego. Suplement. Warszawa: PWN, 1992 (wraz z Marią Krajewską i Elżbietą Sobol)
- Słownik wyrazów kłopotliwych. Warszawa: PWN, 1994 (wraz z Marią Krajewską)
- Inny słownik języka polskiego. Warszawa: PWN, 2000
- Słownik peryfraz, czyli wyrażeń omownych. Warszawa: PWN, 2002
- Indeks a tergo do Uniwersalnego słownika języka polskiego pod redakcją Stanisława Dubisza. Warszawa: PWN, 2003 (wraz z Dorotą Komosińską i Anną Stankiewicz)
- Mały słownik wyrazów kłopotliwych. Warszawa: PWN, 2003
- Wielki słownik wyrazów obcych PWN. Warszawa: PWN, 2003
- Słownik porównań. Warszawa: PWN
- Wielki słownik wyrazów bliskoznacznych. Warszawa: PWN, 2005
- Słownik dobrego stylu, czyli wyrazy, które się lubią. Warszawa: PWN, 2006
- Słownik spolszczeń i zapożyczeń. Warszawa: PWN, 2007 (wraz z Lidią Drabik i Lidią Wiśniakowską)
- Słownik onomatopei, czyli wyrazów dźwieko- i ruchonaśladowczych. Warszawa: PWN, 2009
- Czułe słówka. Słownik afektonimów. Warszawa: PWN, 2010 (wraz z Agnieszką Zygmunt)
- Słownik wyrazów trudnych i kłopotliwych. Warszawa: PWN, 2010

### Монографії
- Z pogranicza leksykografii i językoznawstwa. Studia o słowniku jednojęzycznym. Warszawa: Wydział Polonistyki UW, 2001
- Współczesny polski onomatopeikon. Ikoniczność w języku. Warszawa: PWN, 2008

### Підручники
- Wykłady z polskiej fleksji. Warszawa: PWN, 2002
- Słowniki dawne i współczesne. Internetowy przewodnik edukacyjny.

### Науково-популярні книги
- Polszczyzna na co dzień. Warszawa: PWN, 2006
- Poprawnie po polsku (praca zbiorowa). Warszawa: PWN, 2007